# Hans Jacoby (Buchhändler)
Hans Jacoby (geboren am 21. August 1904 in Salzburg, Österreich-Ungarn; gestorben am 23. November 2004 in Den Haag) war ein deutsch-niederländischer Buchhändler.

## Leben
Hans Jacoby war ein Sohn des Kaufmanns Adolf Jacoby (1859–1943) und der Emilie Oppenheimer (–1926), zweier Württemberger, die nach Salzburg gezogen waren, aber ihre deutsche Staatsbürgerschaft behalten hatten; sein älterer Bruder Fritz fiel 1918 als deutscher Soldat im Ersten Weltkrieg. Die Familie wohnte am Alten Markt und dann im Andräviertel in der Hubert-Sattler-Gasse 13. Er besuchte die Oberrealschule Salzburg und ging 1922 nach der Matura nach München, um in der Buchhandlung Christian Kaiser eine Buchhändlerlehre zu absolvieren, nebenher hörte er Vorlesungen an der Universität München in Kunstgeschichte und Philosophie. 1925 ging er nach Bonn zur Buchhandlung Friedrich Cohen. 1927 lernte er auf der Leipziger Buchmesse den Direktor der Buchhandlung Van Stockum kennen, der ihn als Leiter der deutschen und französischen Abteilung in sein Geschäft nach Den Haag holte.
Jacoby wechselte 1929 nach Wien als Leiter der Buchabteilung des Kunstverlags Wolfrum, in dem er mit dem in Österreich grassierenden Antisemitismus konfrontiert wurde. Im Sommer 1931 kehrte er deshalb zu Van Stockum zurück. Seinen Vater holte er nach dem Anschluss Österreichs Anfang 1938 in die Niederlande und brachte ihn in einem jüdischen Altenheim unter, er starb 1943 dort noch vor der Deportation durch die Deutschen. Adolf Jacobys Wohnung in der Salzburger Hubert-Sattler-Gasse wurde vom SS-Mann Hermann Höfle arisiert.
Jacoby erhielt 1939 die niederländische Staatsangehörigkeit und  heiratete 1941 Jeannette Asch (1910–1988). Jacoby und seine Frau mussten 1942 angesichts der deutschen Judenverfolgung untertauchen und wurden erst nach zwei Jahren im Oktober 1944 in Bergen op Zoom aus dieser Lage befreit. Jacoby arbeitete in Bergen für die Lokalzeitung De Avondster, in der im November 1944 sein Erlebnisbericht Wij Joodse Onderduikers erschien. Er kehrte im September 1945 an seinen Arbeitsplatz in Den Haag zurück und wurde 1949 Direktor und in den 1960er Jahren Teilhaber bei Van Stockum, noch in seiner Zeit wurde die Buchhandlung vom Verlag Elsevier übernommen.
Nach seiner Pensionierung 1972 widmete Jacoby sich journalistischen Arbeiten und schrieb für die jüdische Wochenzeitung Nieuw Israëlietisch Weekblad und die Monatsschrift Israel. Jacoby war Mitglied von B’nai Brith.

## Schriften (Auswahl)
- Ter herinnering : memoires van een boekverkoper als ooggetuige van de twintigste eeuw. Den Haag : Van Stockum, Belinfante & Coebergh, 1992
- Een Joodse saga en andere verhalen : beschouwingen & herinneringen. Amsterdam : Heuff, 1996
- Hans Jacoby geboren 1904 in Salzburg lebt derzeit in Den Haag / Holland. Zur Erinnerung . Memoiren eines Buchhändlers als Augenzeuge des 20. Jahrhunderts, Den Haag 1992 in: Albert Lichtblau: Als hätten wir dazugehört : österreichisch-jüdische Lebensgeschichten aus der Habsburgermonarchie. Wien : Böhlau, 1999, S. 443–452